# Boiga quincunciata
Boiga quincunciata este o specie de șerpi din genul Boiga, familia Colubridae, descrisă de Wall 1908. Conform Catalogue of Life specia Boiga quincunciata nu are subspecii cunoscute.

## Galerie

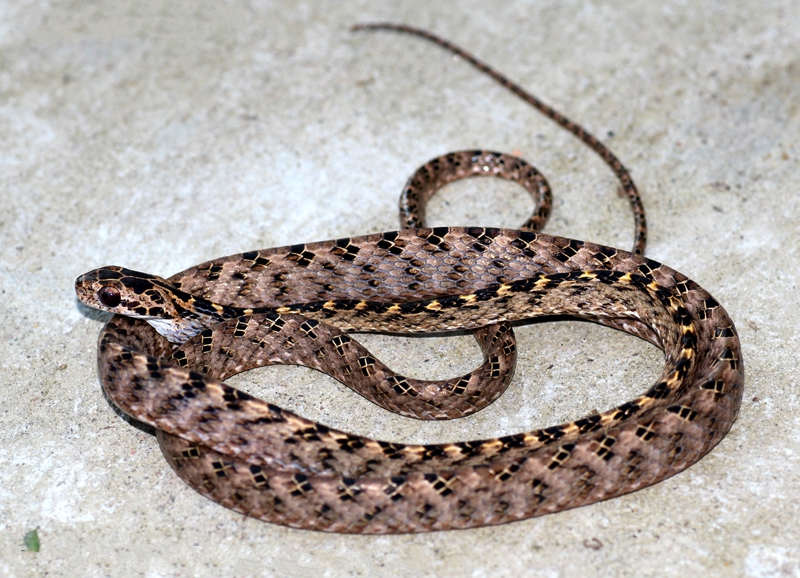